# Ансертан (Тексас)
Ансертан (енгл. Uncertain) град је у америчкој савезној држави Тексас. По попису становништва из 2010. у њему је живело 94 становника.

## Демографија
Према попису становништва из 2010. у граду је живело 94 становника, што је 56 (37,3%) становника мање него 2000. године.
| Група             | 2000.       | 2010.      |
| Белци             | 109 (72,7%) | 74 (78,7%) |
| Афроамериканци    | 40 (26,7%)  | 20 (21,3%) |
| Азијати           | 0 (0,0%)    | 0 (0,0%)   |
| Хиспаноамериканци | 0 (0,0%)    | 0 (0,0%)   |
| Укупно            | 150         | 94         |